# 科氏瑙脂鯉
科氏瑙脂鯉，為輻鰭魚綱脂鯉目脂鯉亞目脂鯉科的其中一個種，為熱帶淡水魚，分布於南美洲委內瑞拉淡水流域，體長可達7.8公分，棲息水流快速、沙石底質的溪流，以昆蟲等為食，生活習性不明。

## 扩展阅读
- 維基物種上的相關：科氏瑙脂鯉